# Jonas Rivanno
Jonas Rivanno Wattimena (Surabaya, 20 de marzo de 1987), también conocido como Vanno, es un actor y modelo Indonesia. Comenzó a trabajar como modelo, después de se declarado ganador en un desfile de modas llamado Coverboy, que fue organizado por la empresa "Aneka Yess" de Indonesia.

## Biografía
Jonas o Vanno nació nació en Surabaya, Java Oriental, el 20 de marzo de 1987, hijo de Agustinus Wattimena y Leone Pattipeilohy, es el segundo de dicha pareja, además tiene una hermana mayor y una hermana menor. Jonas Rivanno Wattimena tiene ascendencia Europea, su padre pertenece a la etnia de los ambonese y es de ascendencia Holandesa y su madre pertenece a la etnia de los manados y tiene ascendencia China y Alemania. Antes de comenzar su carrera como modelo, estudió ingeniería arquitectónica en la "Fakultas Teknik Universitas" en Indonesia. Después de graduarse, estudió también Ingeniería Electrónica en el Instituto Politécnico de Surabaya. Su debut como actor, fue cuando empezó a interpretar a su primer personaje en una telenovela titulada "Khanza", junto a la actriz Velove Vexia. El éxito que tuvo esta telenovela, se produjo otra para la continuación titulada "Khanza 2" en el 2014. Le ofrecieron a Jonas Rivanno Wattimena para trabajar también en esta telenovela, pero rechazó para interpretar a su próximo personaje llamado Nino, que era uno de los personajes principales.

## Filmografía

### Televisión
- 2008: Khanza (translated: Khanza) - (soap opera)
- 2008: Kawin Masal (translated: Mass Mating) - (soap opera)
- 2009: Nikita (translated: Nikita) - (soap opera)
- 2010: Kemilau Cinta Kamila (translated: Sheen Love Kamila) - (soap opera)
- 2011: Anugerah (translated: Boon) - (soap opera)
- 2011: Binar Bening Berlian (translated: Bright Clear Diamond) - (soap opera)

### Películas
- 2013: Cinta Semalam (translated: Love Overnight) - (telefilm)
- 2013: Roti Buaya (translated: Crocodile Bread) - (telefilm)
- 2013: Asmara dibawah Hujan (translated: Romance Under The Rain) - (telefilm)
- 2013: Isyarat (translated: Signal)

## Vídeos clips
- Akhir Yang Indah (Beautiful End with Astoria) (2012)
- Yesus Aku Cinta (I Love Yesus with Asmirandah) (2015)